# Bulletin de l'École française d'Extrême-Orient
Le Bulletin de l’École française d’Extrême-Orient, le BEFEO, est une revue créée en 1901 de l’École française d’Extrême-Orient, qui publie annuellement des travaux scientifiques, rédigés en français ou en anglais, portant sur l’Asie orientale, dans tous les domaines des sciences humaines et sociales. 
C’est l’une des revues les plus anciennes et les plus renommées sur le plan international dans le domaine des études asiatiques.
Dès ses débuts, le BEFEO a accueilli des textes signés par les plus grands orientalistes occidentaux. Depuis les années 1970, la revue s’est résolument ouverte aux sciences sociales et à l’histoire contemporaine de l'Asie orientale, tout en maintenant ses domaines de prédilection remarquable : l’histoire de l’art, l’archéologie, la philologie, l’histoire ancienne, l’ethnographie, etc.
Outre une importante section de recensions d’ouvrages, le BEFEO comprend une partie de chroniques qui fait part des activités des membres de l’EFEO et rend compte de certaines manifestations scientifiques majeures.